# Caullery Communal Cemetery
Caullery Communal Cemetery is een Britse militaire begraafplaats gelegen in de Franse plaats Caullery (Noorderdepartement). De begraafplaats wordt onderhouden door de Commonwealth War Graves Commission.
De begraafplaats telt een Brits graf uit de Eerste Wereldoorlog.